# Gaiberg
Gaiberg település Németországban, azon belül Baden-Württembergben. Lakosainak száma 2429 fő (2023. december 31.).

## Népesség
A település népessége az elmúlt években az alábbi módon változott:
| Lakosok száma | 1328 | 1643 | 1615 | 2021 | 2054 | 2394 | 2447 | 2443 | 2383 | 2429 |
|               | 1961 | 1967 | 1974 | 1980 | 1987 | 1993 | 2000 | 2006 | 2013 | 2023 |